# Menare il can per l'aia
Menare il can per l'aia è un modo di dire colloquiale della lingua italiana.
Chi "mena il can per l'aia" continua a parlare di un argomento senza mai arrivare al dunque, oppure cerca di cambiare discorso per evitare un argomento sgradito.

## Origine
Si tratta di un'espressione di origine abbastanza antica, come dimostra l'uso di due termini abbastanza desueti nell'italiano contemporaneo: "menare" nel senso di "condurre" e l’"aia", il cortile interno delle fattorie; tuttavia è adoperata ancor oggi con una certa frequenza.
Essa compare già nel Dizionario della Crusca con la seguente definizione: "Mandare le cose in lungo per non venirne a conclusione. Lat. Tempus ducere".
La stessa Accademia della Crusca dà come fonte autorevole per l'inclusione della locuzione nel proprio Dizionario l’Ercolano di Benedetto Varchi (1565):
(Benedetto Varchi, Erc. 94)
L'origine della locuzione non è però chiara. Nelle note al Malmantile racquistato (1688), Paolo Minucci si limita a parafrasare la locuzione così:
(Paolo Minucci sub voce "E co' suoi punti mena il can per l'aja")
La parafrasi a sua volta fa intuire che il cane da caccia, abituato a spazi più ampi, a boschi e luoghi scoscesi, non vada utilmente condotto in spazi ristretti. 
Forse l'immagine è metaforica dell'atto locutorio: come il cane si aggira per l'aia senza mai trovare ciò che gli serve, così la lingua di chi parla si muove a vuoto senza mai arrivare al punto.
Secondo un'altra interpretazione, chi mena il can per l'aia cerca di creare confusione (liberando, appunto, il cane nell'aia, in mezzo alle galline) per evitare di focalizzare l'attenzione su ciò che è sgradito.

## Esempi
(Carlo Goldoni, Torquato Tasso, atto primo, scena nona)
(Giovanni Verga, Mastro-don Gesualdo, capitolo V)

## Equivalenti in altre lingue
- inglese: beat around the bush
- francese: tourner autour du pot
- tedesco: um den heißen Brei herumreden
- olandese: om de hete brij heen draaien
- catalano: fer la puta i la ramoneta
- spagnolo: marear la perdiz
- russo: тянуть кота за хво́ст[4], тащить кота́ за хво́ст[5]
- latino: erronem esse dal vocabolario degli Accademici della Crusca[collegamento interrotto]